# Priemjer Ligasy (2025)
Ten artykuł dotyczy trwającego lub niedawnego wydarzenia sportowego. Informacje w nim zamieszczone mogą się zmienić lub zdezaktualizować wraz z postępem zdarzenia. Początkowe doniesienia, wyniki lub statystyki mogą być niepewne. Ostatnie aktualizacje do tego artykułu mogą nie odzwierciedlać najbardziej aktualnych informacji.
Qazaqstan Football League 2025 – 34. edycja najwyższej klasy rozgrywkowej piłki nożnej w Kazachstanie.
Bierze w niej udział 14 drużyn, które w okresie od 1 marca do 10 października 2024 rozegrają 28 kolejek meczów.
Obrońcą tytułu jest zespół Kajrat Ałmaty.

## Uczestniczące drużyny
| Uczestnicy poprzedniej edycji | Uczestnicy poprzedniej edycji | Uczestnicy poprzedniej edycji | Uczestnicy poprzedniej edycji |
| --- | ----------------------------- | ----------------------------- | ----------------------------- |
| KRT | Kajrat Ałmaty                 | Ałmaty                        | 1                             |
| AST | FK Astana                     | Astana                        | 2                             |
| AKT | Aktöbe FK                     | Aktöbe                        | 3                             |
| ORD | Ordabasy Szymkent             | Szymkent                      | 4                             |
| TOB | Toboł Kustanaj                | Kustanaj                      | 5                             |
| YEL | Jelimaj                       | Semej                         | 6                             |
| ATY | FK Atyrau                     | Atyrau                        | 7                             |
| KSR | Kajsar Kyzyłorda              | Kyzyłorda                     | 8                             |
| KPE | Kyzyłżar Petropawł            | Petropawł                     | 9                             |
| ZHN | Żengys Astana                 | Astana                        | 10                            |
| ŻET | Żetysu Tałdykorgan            | Tałdykorgan                   | 11                            |
| TUR | Turan Turkiestan              | Turkiestan                    | 12                            |
| Awans z Byrynszy liga 2024 |                               |                               |                               |
| OKO | Okżetpes Kokczetaw            | Kokczetaw                     | 1                             |
| ULT | Ułytau Żezkazgan              | Żezkazgan                     | 2                             |
| Oznaczenia: - kolumna pierwsza – skróty nazw drużyn, - kolumna trzecia – siedziba klubu, - kolumna czwarta – miejsce zajęte w poprzednim sezonie. |                               |                               |                               |

## Tabela
| Lp. | Drużyna            | M  | Z  | R  | P  | B+ | B– | +/– | Pkt | Kwalifikacja lub spadek                        |
| --- | ------------------ | -- | -- | -- | -- | -- | -- | --- | --- | ---------------------------------------------- |
| 1   | Astana             | 19 | 13 | 4  | 2  | 45 | 16 | +29 | 43  | Liga Mistrzów UEFA • I runda kwalifikacyjna    |
| 2   | Kajrat Ałmaty      | 20 | 13 | 4  | 3  | 41 | 17 | +24 | 43  | Liga Konferencji UEFA • I runda kwalifikacyjna |
| 3   | Toboł Kustanaj     | 19 | 12 | 5  | 2  | 35 | 18 | +17 | 41  | Liga Konferencji UEFA • I runda kwalifikacyjna |
| 4   | Aktöbe             | 20 | 11 | 3  | 6  | 29 | 17 | +12 | 36  |                                                |
| 5   | Jelimaj            | 21 | 10 | 5  | 6  | 31 | 22 | +9  | 35  |                                                |
| 6   | Okżetpes Kokczetaw | 21 | 8  | 5  | 8  | 28 | 29 | −1  | 29  |                                                |
| 7   | Żengys Astana      | 20 | 6  | 10 | 4  | 23 | 17 | +6  | 28  |                                                |
| 8   | Ordabasy Szymkent  | 20 | 7  | 7  | 6  | 24 | 19 | +5  | 28  |                                                |
| 9   | Żetysu Tałdykorgan | 21 | 5  | 8  | 8  | 17 | 29 | −12 | 23  |                                                |
| 10  | Kyzyłżar Petropawł | 21 | 4  | 9  | 8  | 21 | 27 | −6  | 21  |                                                |
| 11  | Kajsar Kyzyłorda   | 20 | 3  | 9  | 8  | 19 | 32 | −13 | 18  |                                                |
| 12  | Turan Turkiestan   | 21 | 4  | 3  | 14 | 15 | 39 | −24 | 15  |                                                |
| 13  | Ułytau Żezkazgan   | 20 | 3  | 5  | 12 | 11 | 30 | −19 | 14  | spadek do Byrynszy liga                        |
| 14  | Atyrau             | 21 | 2  | 5  | 14 | 13 | 40 | −27 | 11  | spadek do Byrynszy liga                        |

## Wyniki spotkań
| Gospodarz \ Gość   | AKT | AST | ATY | KRT | KSR | KYZ | OKZ | ORD | TOB | TUR | ULT | YEL | ZHN | ZHE |
| ------------------ | --- | --- | --- | --- | --- | --- | --- | --- | --- | --- | --- | --- | --- | --- |
| Aktöbe             |     | 0–1 | 2–0 | 1–2 | 4–1 |     | 2–1 |     | 0–0 | 2–1 | 1–0 | 1–0 | 0–2 |     |
| Astana             |     |     | 2–1 | 1–1 |     | 3–3 | 5–2 | 2–1 | 1–3 | 7–0 | 4–0 |     | 4–2 | 3–0 |
| Atyrau             | 0–4 | 0–2 |     | 1–4 | 1–2 | 1–2 | 0–0 | 1–2 |     | 1–1 | 0–1 | 2–1 |     | 1–1 |
| Kajrat Ałmaty      |     |     | 4–0 |     | 1–1 | 1–0 | 1–2 | 4–0 | 2–1 | 4–0 | 1–0 | 2–3 |     |     |
| Kajsar Kyzyłorda   | 1–2 | 1–1 |     | 0–0 |     | 1–0 | 2–2 | 1–1 | 1–1 | 1–0 | 1–1 | 1–2 | 0–0 | 2–2 |
| Kyzyłżar Petropawł | 1–1 | 0–2 | 0–1 |     | 2–1 |     |     | 0–0 | 0–2 | 2–3 | 2–1 | 1–1 | 1–1 | 1–1 |
| Okżetpes Kokczetaw | 1–3 |     | 2–1 |     | 4–2 | 3–2 |     | 0–1 | 0–1 |     | 1–0 | 1–1 | 1–1 | 1–2 |
| Ordabasy Szymkent  | 0–0 | 1–0 | 2–2 | 0–1 | 5–0 | 0–0 |     |     | 2–3 | 1–0 | 0–1 | 1–1 |     | 1–0 |
| Toboł Kustanaj     | 2–0 |     | 5–0 | 1–3 |     | 2–1 | 2–1 |     |     |     | 2–0 | 1–1 | 2–2 | 2–1 |
| Turan Turkiestan   | 0–3 | 1–1 | 1–0 | 1–2 | 1–0 | 1–2 | 2–0 | 0–4 | 1–2 |     |     |     | 0–2 | 0–0 |
| Ułytau Żezkazgan   |     | 0–2 |     | 1–4 |     | 1–1 | 0–1 |     |     | 2–1 |     | 1–1 | 1–1 | 1–2 |
| Jelimaj            | 2–1 | 0–2 |     | 1–0 | 2–0 |     | 0–2 |     | 2–3 | 2–1 | 3–0 |     | 1–2 | 3–0 |
| Żengys Astana      | 0–1 |     | 2–0 | 1–2 |     | 0–0 | 0–0 | 2–2 | 0–0 |     | 2–0 | 0–1 |     | 3–1 |
| Żetysu Tałdykorgan | 2–1 | 0–2 | 0–0 | 2–2 |     |     | 1–3 | 1–0 |     | 1–0 | 0–0 | 0–3 | 0–0 |     |

## Najlepsi strzelcy
| Bramki | Strzelcy       | Drużyna            |
| ------ | -------------- | ------------------ |
| 10     | Dauren Zhumat  | Okżetpes Kokczetaw |
| 9      | Nazmi Gripshi  | Astana             |
| 8      | Dastan Satpaev | Kajrat Ałmaty      |
| 8      | Marin Tomasov  | Astana             |

Stan na 2025-08-17. Źródło:.